# Наца (место)
Наца (њем. Nazza) општина је у њемачкој савезној држави Тирингија. Једно је од 61 општинског средишта округа Вартбург. Према процјени из 2010. у општини је живјело 607 становника. Посједује регионалну шифру (AGS) 16063058.

## Географски и демографски подаци
Наца се налази у савезној држави Тирингија у округу Вартбург. Општина се налази на надморској висини од 250 метара. Површина општине износи 12,7 km². У самом мјесту је, према процјени из 2010. године, живјело 607 становника. Просјечна густина становништва износи 48 становника/km².